# شان چن (سیاستمدار)
شان چن (چینی: 陳冲؛ زادهٔ ۱۳ اکتبر ۱۹۴۹) سیاست‌مدار اهل تایوان که از ۶ فوریه ۲۰۱۲ تا ۱ فوریه ۲۰۱۳ نخست‌وزیر این کشور بود.